# Snamenskoje (Orjol, Snamenski)
Snamenskoje (russisch Зна́менское) ist ein Dorf (selo) in der Oblast Orjol in Russland mit 1699 Einwohnern (Stand 14. Oktober 2010).

## Geographie
Der Ort liegt gut 40 km Luftlinie nordwestlich des Oblastverwaltungszentrums Orjol am linken Ufer des linken Oka-Nebenflusses Nugr.
Snamenskoje ist Verwaltungszentrum des Rajons Snamenski sowie Sitz der Landgemeinde Snamenskoje selskoje posselenije, zu der außerdem die elf Dörfer Gorodischtsche (1 km südlich), Iwanowskoje (4 km nordöstlich), Jegorjewskoje (3 km nordwestlich), Kamynino (7 km nordöstlich), Korotejewo (11 km nordnordöstlich), Kusminka, Lokno (entsprechend 10 und 9 km nordöstlich), Michailowka (1,5 km südlich), Schidkoje (2,5 km südlich), Tschornoje (6 km nordöstlich) und Woroschilowo (3 km nordöstlich) sowie die Siedlung (possjolok) Safonowski (6 km nordöstlich) gehören.

## Geschichte
Das Dorf wurde erstmals 1749 urkundlich erwähnt; der Name bezieht sich vermutlich auf die dort errichtete, der Ikone der Muttergottes vom Zeichen (russisch Snamenije) geweihte Kirche. Es gehörte zum Ujesd Bolchow, ab 1778 Teil der Statthalterschaft Orjol, ab 1796 des Gouvernements Orjol. 1861 wurde der Ort Sitz einer Wolost.
Nach der Auflösung der Gouvernements und Ujesde kam Snamenskoje am 30. Juli 1928 zunächst zum neu gebildeten Uskinski rajon mit Sitz im 10 km nordwestlich gelegenen Dorf Uskoje der Zentralen Schwarzerde-Oblast (Zentralno-Tschernosjomnaja oblast). Bereits am 5. August 1929 wurde der Rajonverwaltungssitz nach Snamenskoje verlegt und der Rajon entsprechend umbenannt. Innerhalb der Oblast gehörte der Rajon bis zu dessen Auflösung am 23. Juli 1930 zum Okrug Orjol. Am 25. September 1930 wurde auch der Rajon wieder aufgelöst und sein Territorium dem östlich anschließenden Bolchowski rajon zugeordnet. Am 18. Januar 1935 wurde der Rajon erneut ausgewiesen, nun im Bestand der mittlerweile existierenden Oblast Kursk; am 27. September 1937 kam er zur aus dieser ausgegliederten Oblast Orjol.
Im Zweiten Weltkrieg war der Snamenski rajon vom 14. Oktober 1941 bis 16. August 1943 von der deutschen Wehrmacht besetzt.
Am 1. Februar 1963 wurde der Rajon erneut aufgelöst und dem südwestlich benachbarten Chotynezki rajon angeschlossen. Am 23. August 1985 wurde er wiederhergestellt.

### Bevölkerungsentwicklung
| Jahr | Einwohner |
| ---- | --------- |
| 1897 | 784       |
| 1939 | 1508      |
| 1959 | 1462      |
| 1989 | 1549      |
| 2002 | 1976      |
| 2010 | 1699      |

Anmerkung: Volkszählungsdaten

## Verkehr
Snamenskoje liegt an der Regionalstraße 54K-3, die das nordöstlich gelegene Bolchow an der föderalen Fernstraße R92 (Kaluga – Orjol) mit dem südwestlich benachbarten Rajonzentrum Chotynez und der föderalen Fernstraße R120 (Orjol – Brjansk – Smolensk) verbindet. In Snamenskoje zweigt die 54K-16 in das Oblastverwaltungszentrum Orjol ab.
Die nächstgelegene Bahnstation befindet sich etwa 25 km südwestlich in Chotynez bei Kilometer 61 der 1868 eröffneten Eisenbahnstrecke Orjol – Brjansk – Smolensk.